# Precious Lara Quigaman
Precious Lara Quigaman (ur. 3 stycznia 1983 w Manili) – filipińska modelka.
Została Miss International w 2005 roku, w konkursie, który był rozgrywany w Tokio (Japonia). Jest czwartą Filipinką, która wygrała ten konkurs.